# Boumedfaa
Boumedfaa – miasto w Algierii, w prowincji Ajn ad-Dafla.